# Roches-Bettaincourt
Roches-Bettaincourt is een gemeente in het Franse departement Haute-Marne (regio Grand Est) en telt 607 inwoners (2005). De plaats maakt deel uit van het arrondissement Saint-Dizier.

## Geografie
De oppervlakte van Roches-Bettaincourt bedraagt 42,4 km², de bevolkingsdichtheid is 14,3 inwoners per km².
De onderstaande kaart toont de ligging van Roches-Bettaincourt met de belangrijkste infrastructuur en aangrenzende gemeenten.

## Demografie
Onderstaande figuur toont het verloop van het inwonertal (bron: INSEE-tellingen).

## Geboren in Roches-Bettaincourt
- Claude de Jouffroy d'Abbans (1751-1832), ingenieur

1. ↑  Populations de référence 2022.